# Рок фестивал Прича
Рок фестивал Прича је музички фестивал који се сваког лета одржава у Чачку. Први пут је приређен 2012. године.

## О фестивалу
Прво издање фестивала одржано је 2012. године у Улици Браће Глишић. Наступило је осам бендова, а шестосатни програм пратило је 2.500 посетилаца.
Поред наступа, посетиоци могу видети и изложбе фотографија и присуствовати промоцијама књига, а припрема се и програм за децу. Такође, у оквиру фестивала одржава се и Рок карневал, велика карневалска поворка улицама Чачка.

## Досадашња издања фестивала
| Година     | Датум                                          | Локација                                       | Програм                                                                               | Изв.                                           |
| ---------- | ---------------------------------------------- | ---------------------------------------------- | ------------------------------------------------------------------------------------- | ---------------------------------------------- |
| 2012. (1)  | 8. септембар                                   | Улица Браће Глишић                             | Освајачи · 357 · · За Џ · Крвна група · Одговор · Дигитална драга · Веселе осамдесете | [ 2 ] [ 3 ]                                    |
|            |                                                |                                                |                                                                                       |                                                |
| 2016. (2)  | 7. јул                                         | Градски трг                                    | КБК · Трећа смена · Ничим изазван ·                                                   | [ 4 ] [ 5 ] [ 6 ]                              |
| 2016. (2)  | 8. јул                                         | Градски трг                                    | Јурка · · Гоблини · 357                                                               | [ 4 ] [ 5 ] [ 6 ]                              |
|            |                                                |                                                |                                                                                       |                                                |
| 2017. (3)  | 15. јун                                        | Градски трг                                    | Одговор · Још једна ноћ · Дејан Цукић и Спори ритам бенд · Неверне бебе               | [ 7 ] [ 8 ]                                    |
| 2017. (3)  | 16. јун                                        | Градски трг                                    | Радиоактив · Јурка · · Неконтрола ·                                                   | [ 7 ] [ 8 ]                                    |
|            |                                                |                                                |                                                                                       |                                                |
| 2018. (4)  | 16. јун                                        | Стадион ФК Ремонт                              | Брзе гузе · Данас ништа креативно · Јурка · Екс Револвери · Кербер · Партибрејкерс    | [ 9 ] [ 10 ] [ 11 ]                            |
| 2018. (4)  | 17. јун                                        | Стадион ФК Ремонт                              | Рибља чорба · Бајага и инструктори                                                    | [ 9 ] [ 10 ] [ 11 ]                            |
|            |                                                |                                                |                                                                                       |                                                |
| 2019. (5)  | 30. август                                     | Игралиште КК Железничар                        | КБО! · — такмичење младих бендова · Неверне бебе                                      | [ 12 ] [ 13 ] [ 14 ] [ 15 ] [ 16 ]             |
| 2019. (5)  | 31. август                                     | Игралиште КК Железничар                        | · Мајдан · Хаџи продане душе · 357 · Бјесови                                          | [ 12 ] [ 13 ] [ 14 ] [ 15 ] [ 16 ]             |
| 2019. (5)  | 6. септембар                                   | Стадион ФК Ремонт                              | Одговор · и Жика Јелић · Парни ваљак · Никола Врањковић ·                             | [ 12 ] [ 13 ] [ 14 ] [ 15 ] [ 16 ]             |
| 2019. (5)  | 7. септембар                                   | Стадион ФК Ремонт                              | Човек без слуха · Забрањено пушење · Хладно пиво ·                                    | [ 12 ] [ 13 ] [ 14 ] [ 15 ] [ 16 ]             |
|            |                                                |                                                |                                                                                       |                                                |
| 2020.      | Фестивал није одржан због пандемије ковида 19. | Фестивал није одржан због пандемије ковида 19. | Фестивал није одржан због пандемије ковида 19.                                        | Фестивал није одржан због пандемије ковида 19. |
|            |                                                |                                                |                                                                                       |                                                |
| 2021. (6)  | 3. септембар                                   | Стадион ФК Ремонт                              | Ничим изазван · Партибрејкерс · Психомодо поп                                         | [ 17 ] [ 18 ]                                  |
| 2021. (6)  | 4. септембар                                   | Стадион ФК Ремонт                              | Никола Пејаковић Коља · Др Неле Карајлић · Бркови                                     | [ 17 ] [ 18 ]                                  |
|            |                                                |                                                |                                                                                       |                                                |
| 2022. (7)  | 17. јун                                        | Игралиште КК Железничар                        | Прљави инспектор Блажа и Кљунови · Ритам нереда · Бркови                              | [ 19 ] [ 20 ] [ 21 ]                           |
| 2022. (7)  | 18. јун                                        | Игралиште КК Железничар                        | 357 · Рибља чорба · Исказ                                                             | [ 19 ] [ 20 ] [ 21 ]                           |
|            |                                                |                                                |                                                                                       |                                                |
| 2023. (8)  | 21. септембар                                  | Хала Борца крај Мораве                         | Лустери · Ариго Саки · Тампон зона · · Миле Кекин · Раскид13 · Караконџуле            | [ 22 ] [ 23 ]                                  |
| 2023. (8)  | 22. септембар                                  | Хала Борца крај Мораве                         | Ружичасти слонови · Рок апотека · Зое Кида · · Време чуда                             | [ 22 ] [ 23 ]                                  |
| 2023. (8)  | 23. септембар                                  | Хала Борца крај Мораве                         | · Аеродром · Бомбај штампа · Самостални референти                                     | [ 22 ] [ 23 ]                                  |
|            |                                                |                                                |                                                                                       |                                                |
| 2024. (9)  | 14. јун                                        | Игралиште КК Железничар                        | Мидлсекс · · · Црна листа                                                             | [ 24 ] [ 25 ]                                  |
| 2024. (9)  | 15. јун                                        | Игралиште КК Железничар                        | Мајкан · · Ритам нереда · Осми дан                                                    | [ 24 ] [ 25 ]                                  |
|            |                                                |                                                |                                                                                       |                                                |
| 2025. (10) | 13. јун                                        | Градски трг                                    | Киза Блуза бенд · Неверне бебе · Леонарт · Аналогна раса                              | [ 26 ] [ 27 ]                                  |
| 2025. (10) | 14. јун                                        | Градски трг                                    | · Крвна група · Тампон зона · 357 ·                                                   | [ 26 ] [ 27 ]                                  |